# Maxus T60
Maxus T60 — среднеразмерный пикап, выпускающийся подразделением Maxus компании SAIC Motor с ноября 2016 года. Это первая модель, выпущенная для глобального рынка.
В апреле 2019 года на Шанхайском автосалоне была представлена модернизированная версия Maxus T70. В Таиланде, Лаосе и Пакистане автомобиль называется MG Extender, в Саудовской Аравии — Maxus Tornado 60/70, а в Мексике — Chevrolet S10 Max.

## Описание
Maxus T60 дебютировал в 2016 году в Гуанчжоу. T60 стал первым пикапом компании SAIC, и в то же время это первый пикап китайского производства с 6 подушками безопасности. Ранние модели оснащались 1,8-литровым двигателем LFB479Q, который сочетался в паре с пятиступенчатой механической трансмиссией, как было заявлено министерству промышленности и информатизации КНР. T60 был одним из первых автомобилей, продававшихся потребителем бизнесу (C2B), при этом клиент имел возможность полностью настроить автомобиль на веб-сайте Maxus перед покупкой.

12 июня 2017 года первая партия из 300 пикапов была экспортирована в Чили. В соответствии с государственными нормами по выбросам, с 2020 года все модели T60, поступающие в продажу в Китае, оснащаются новым дизельным двигателем SAIC-GM Phi 2.0 Евро 6 и называются «Pioneer edition».

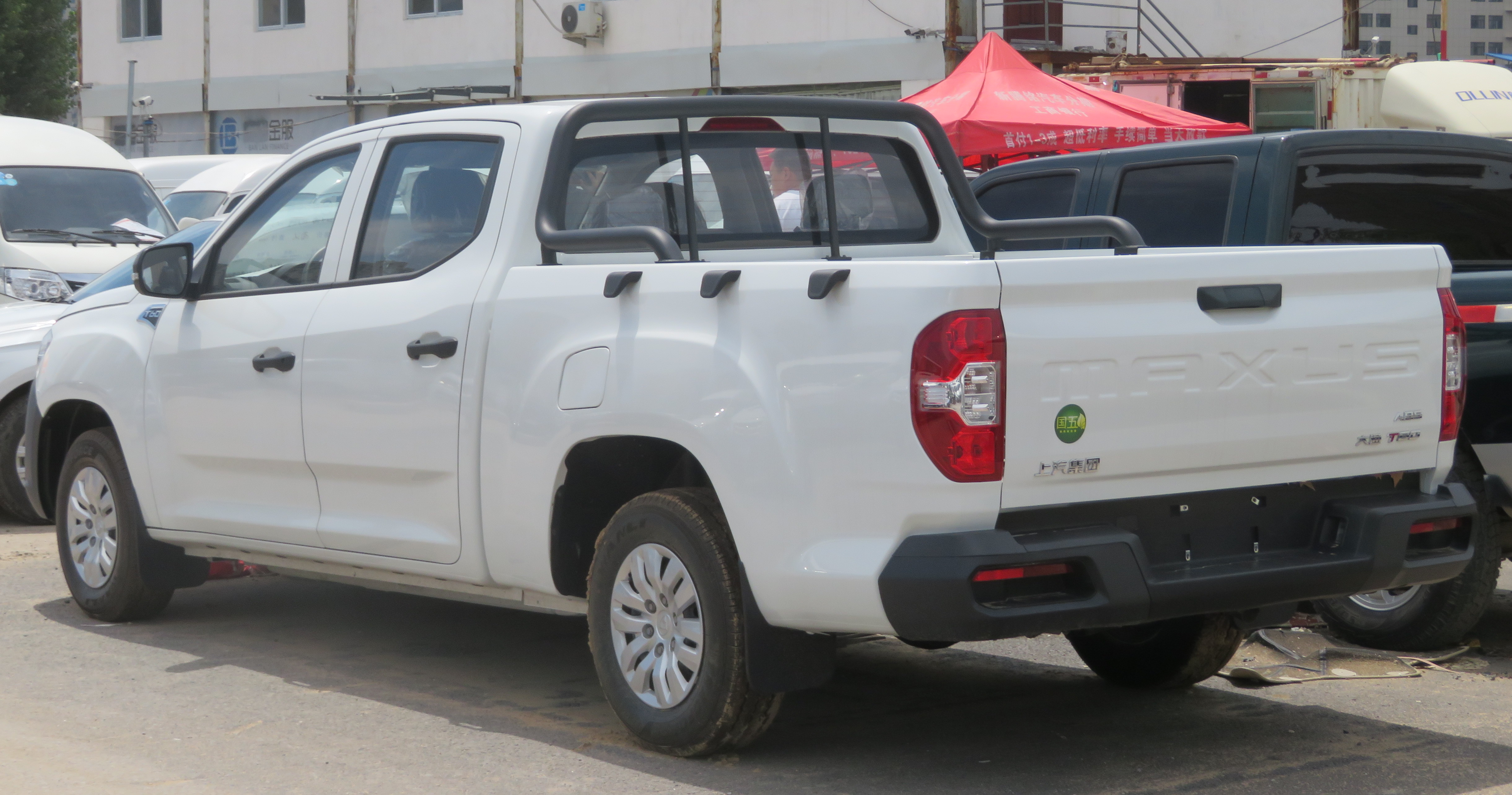
T60 с двойной кабиной (вид сзади)
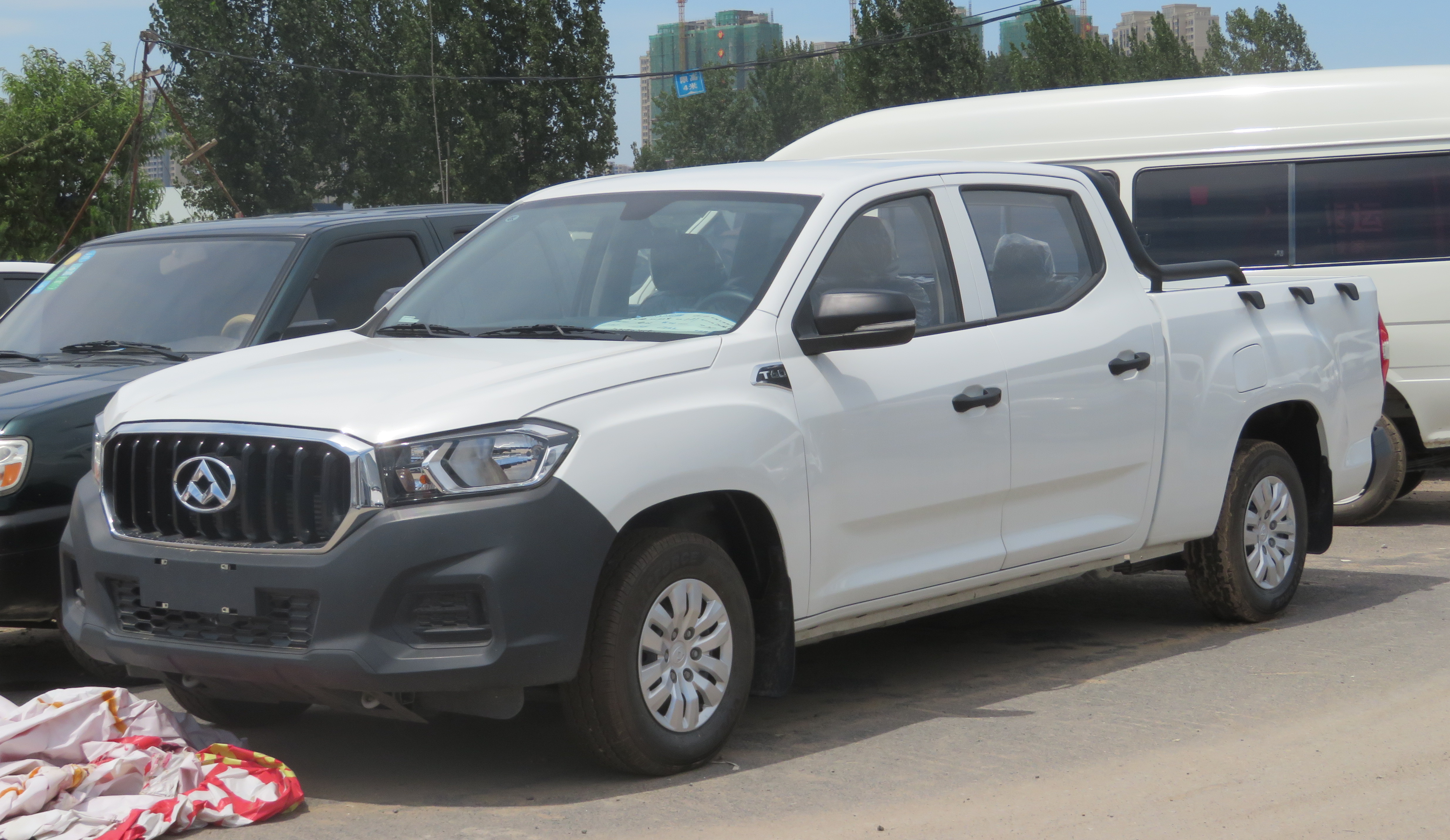
T60 с двойной кабиной (вид спереди)
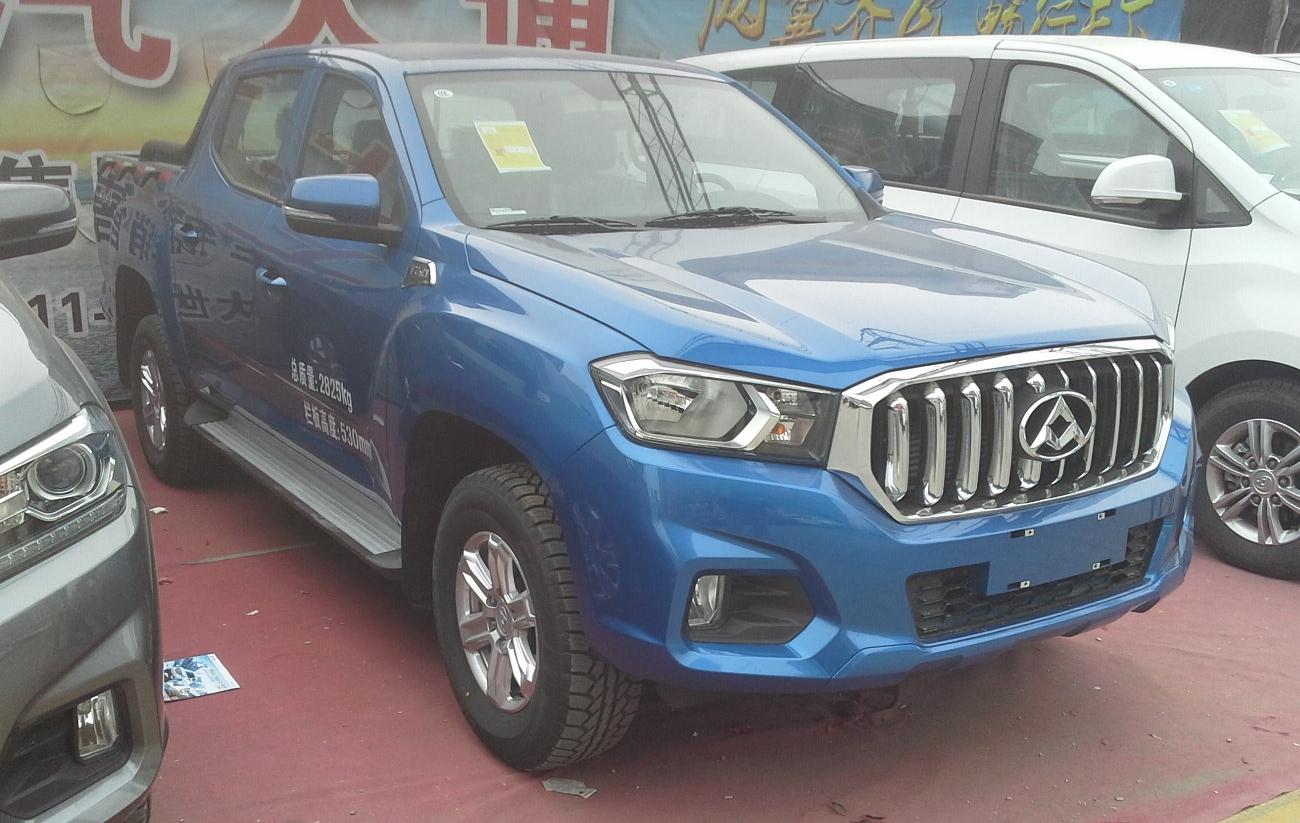
T60 в Иньчуане
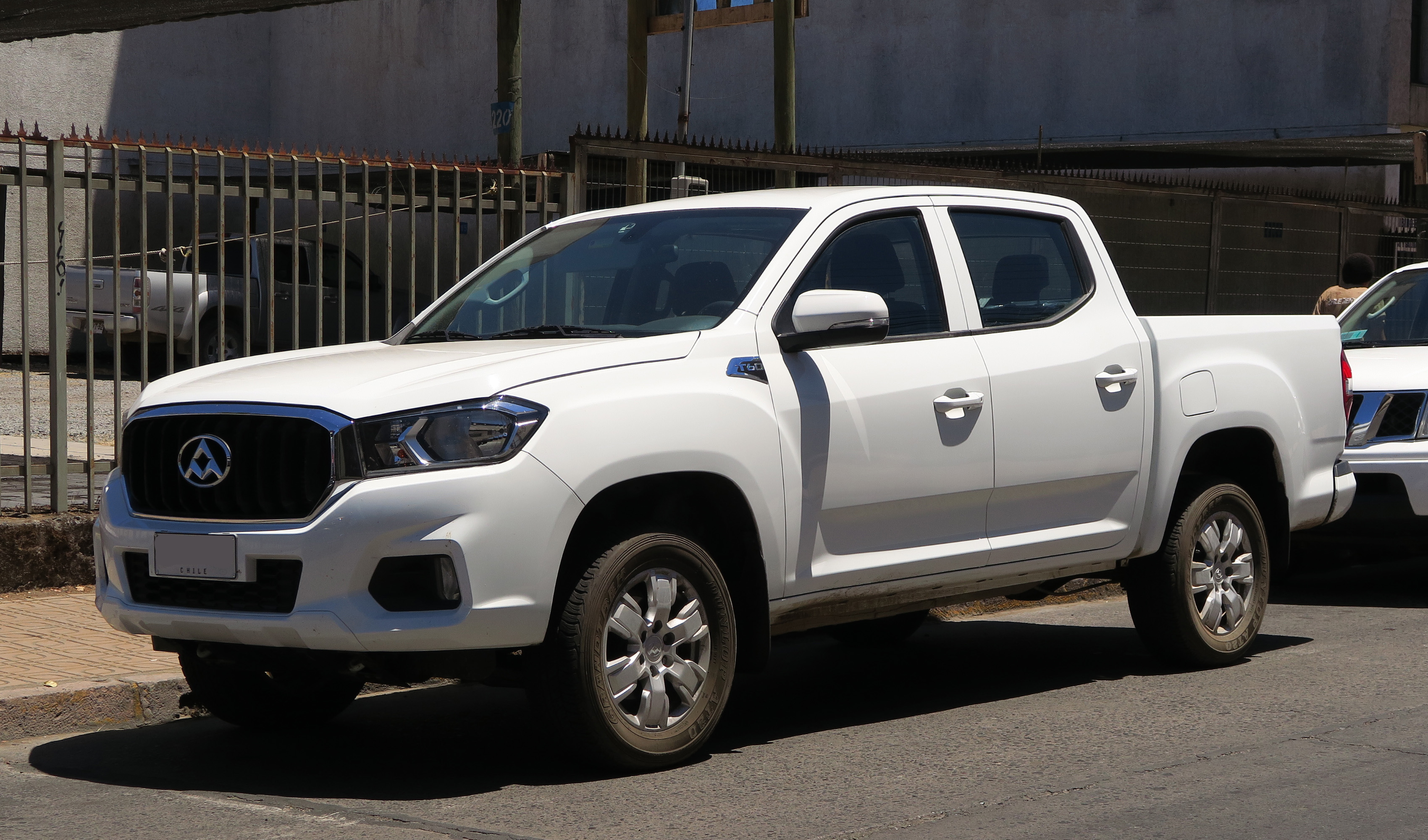
T60 2.8 GL в Чили

### Maxus T70
В 2019 году на автосалоне в Шанхае была представлена модификация T70. Это первый пикап, оснащённый двигателями производства SAIC и General Motors.
В Саудовской Аравии автомобиль называется Maxus Tornado 70 Pro. В июле 2020 года был представлен концепт-кар, ставший преемником T70 — Maxus NEW Concept.
T70 оснащён 2,0-литровым двигателем SAIC π (Euro 6b), выпущенным компанией SDEC и разработанным совместно с General Motors. Мощность варьируется от 120 до 160 кВт (161—215 л. с.), а крутящий момент варьируется от 350 до 375 Н⋅м. Двигатель сочетается в паре с шестиступенчатой механической трансмиссией.

В комплектацию T70 входят 17-дюймовые колёса и шины Continental ContiSportContact размером 255/55R19.

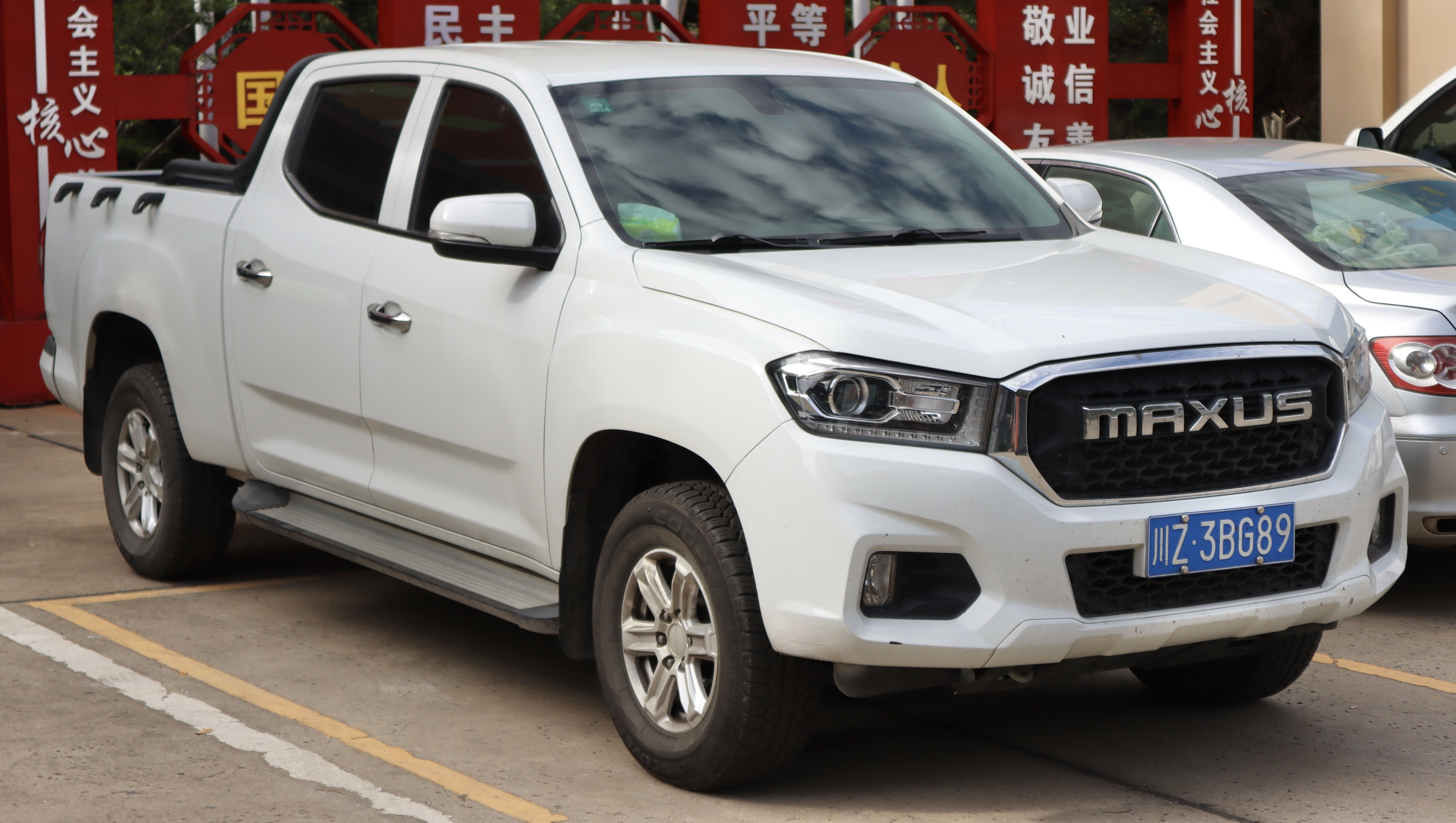
Maxus T70
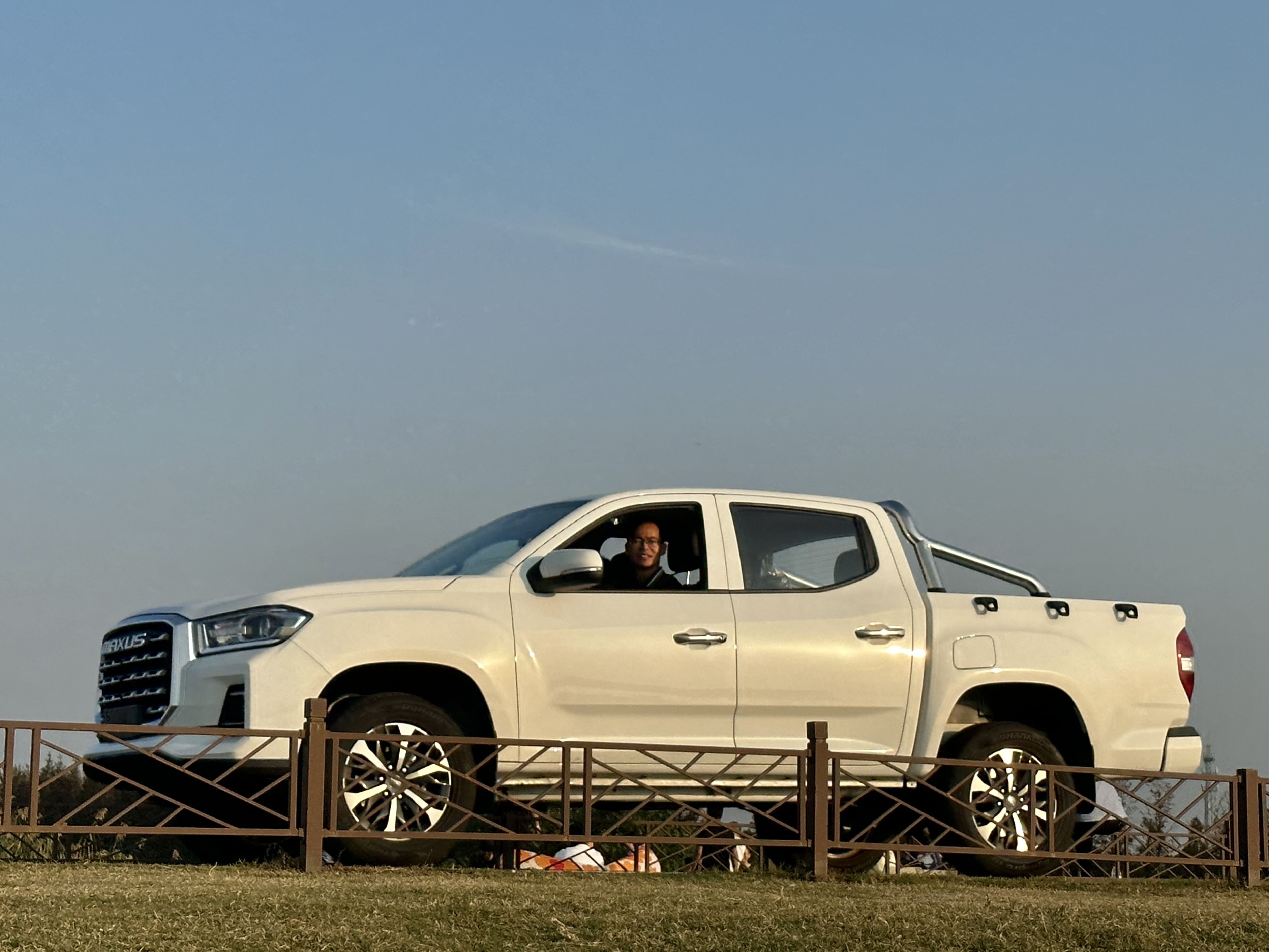
Maxus T70

### MG Extender
MG Extender является ребеджинговым вариантом T70, продающимся в Таиланде с 2019 года подразделением SAIC-CP. Изменения коснулись радиаторной решётки и дизайна колёсных дисков. В 2021 году автомобиль прошёл рестайлинг.

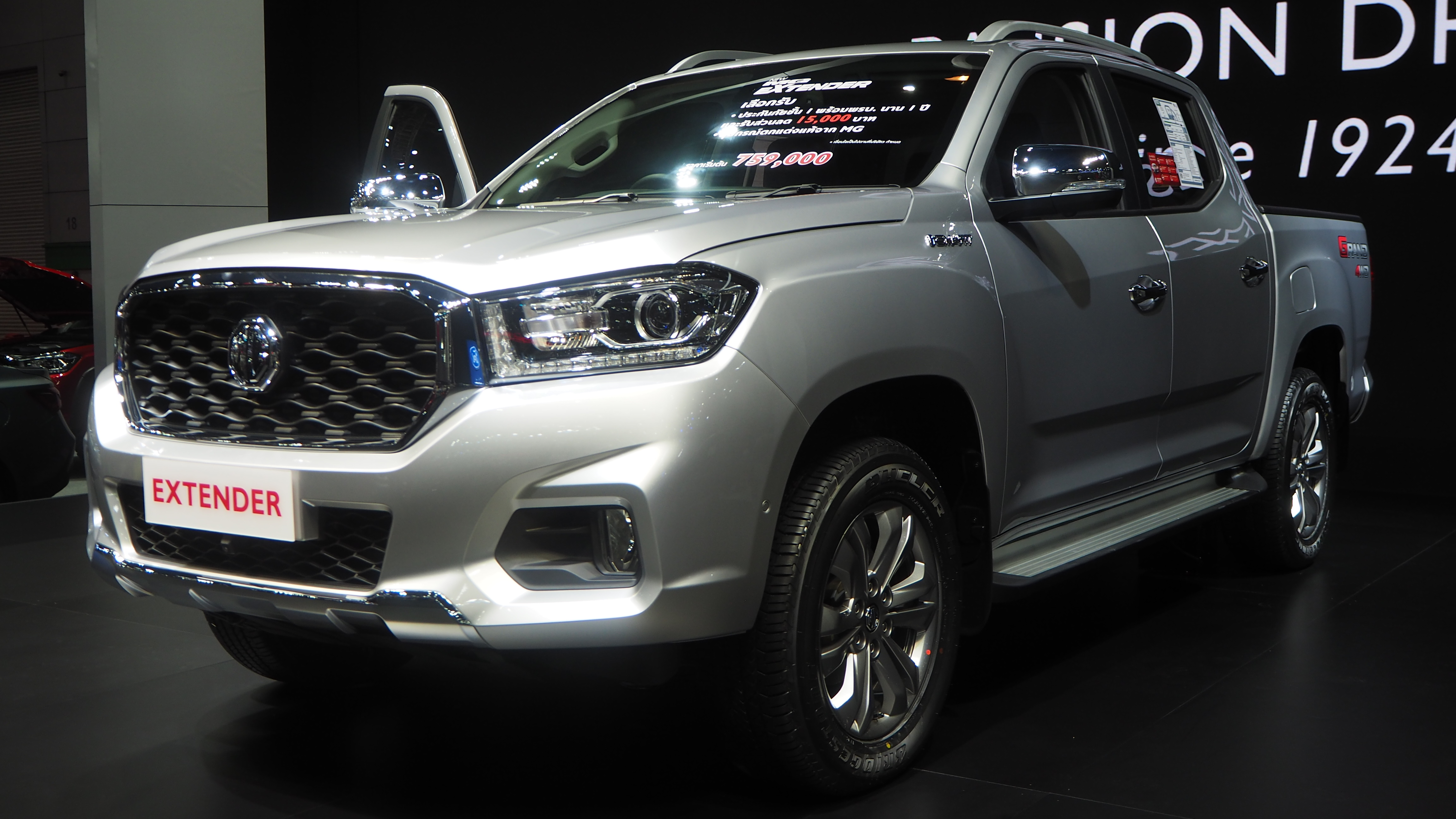
2019 MG Extender DC 2.0X Grand 4WD
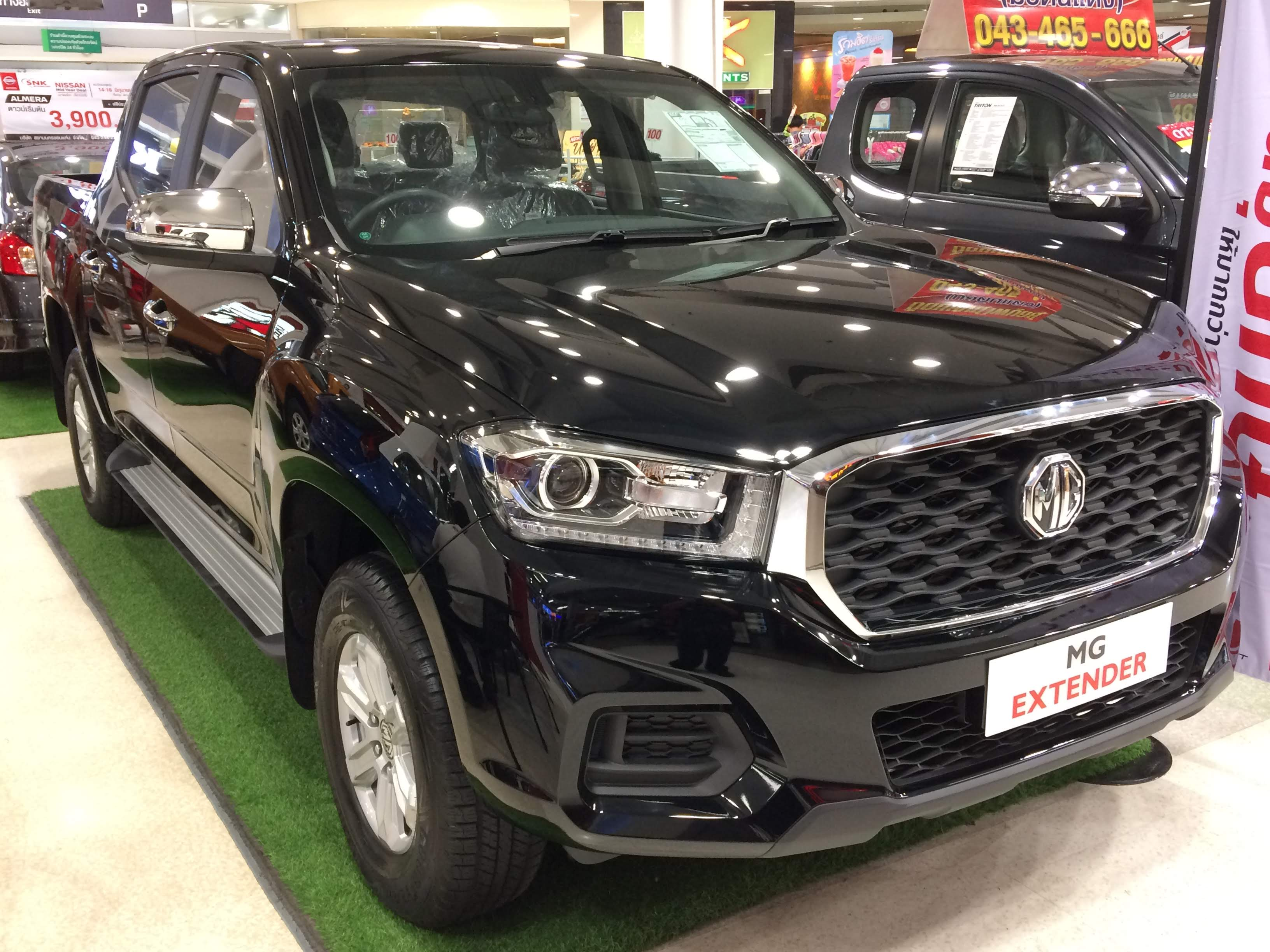
2020 MG Extender DC 2.0D Grand
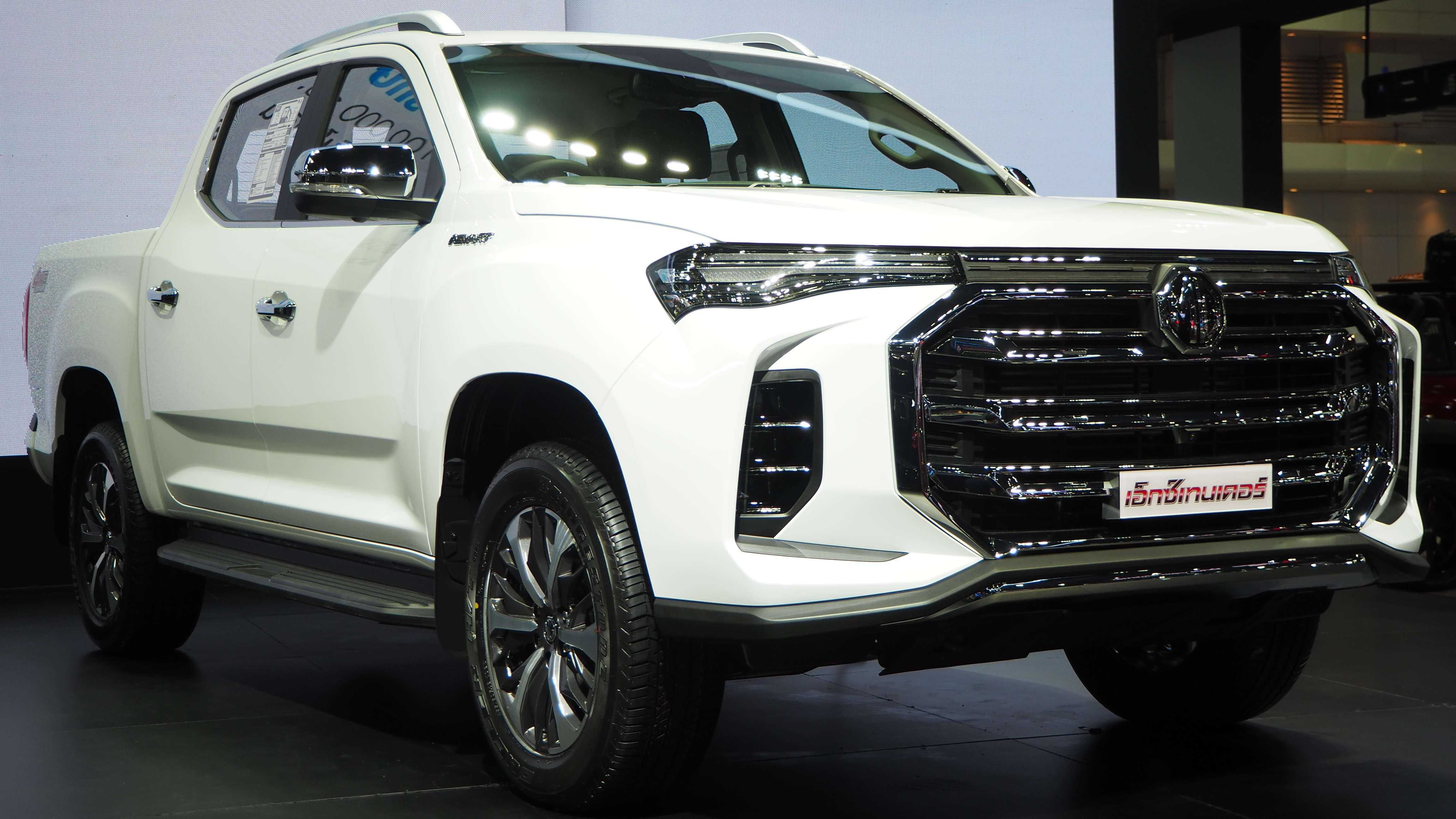
2021 MG Extender DC 2.0X Grand 4WD

### Chevrolet S10 Max
В конце 2021 года компания General Motors представила Chevrolet S10 Max для мексиканского рынка. Автомобиль оснащён 2,0-литровым двигателем 20L4E или же 2,4-литровым двигателем 4G69S4N.

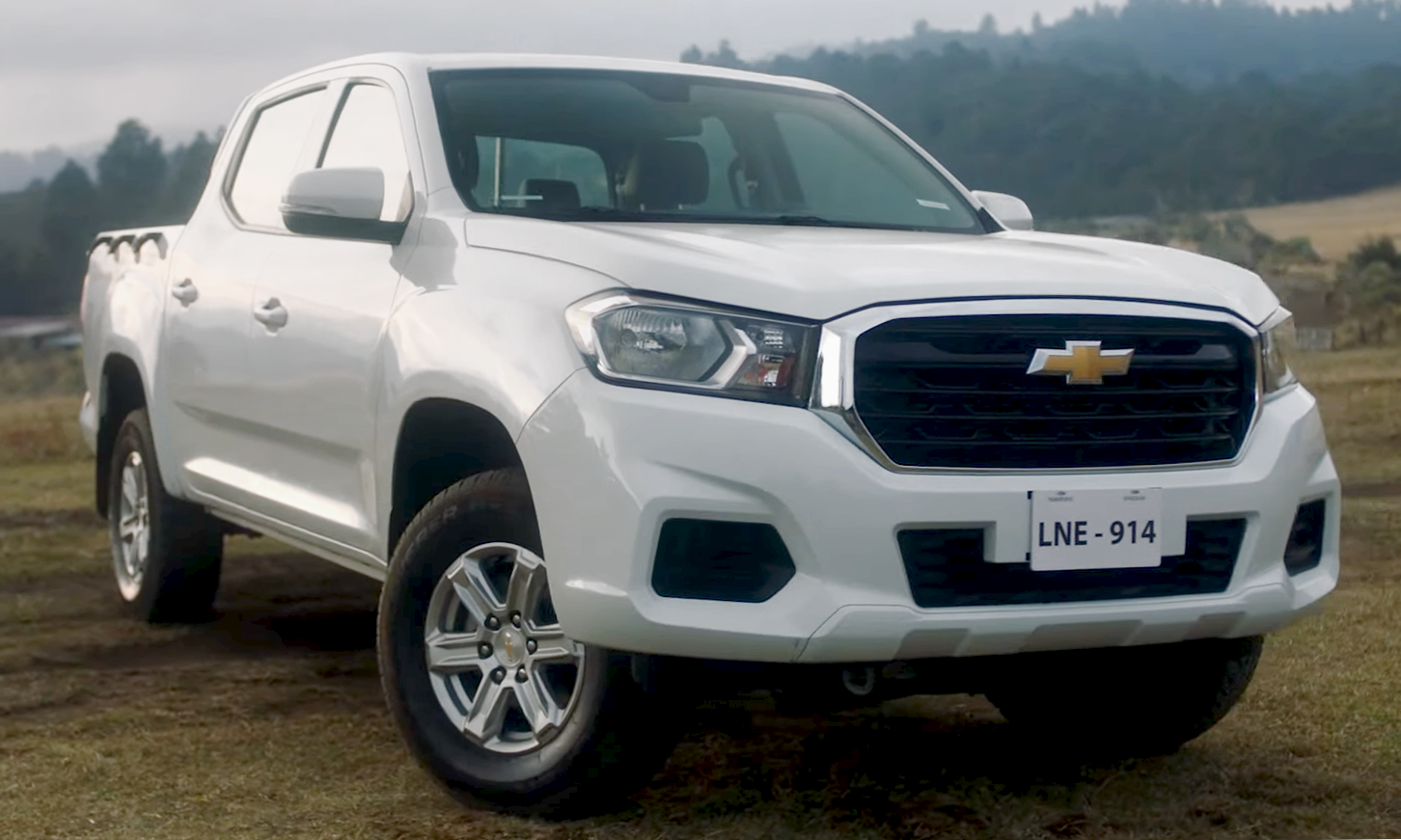
Chevrolet S10 Max Crew Cab (Мексика)
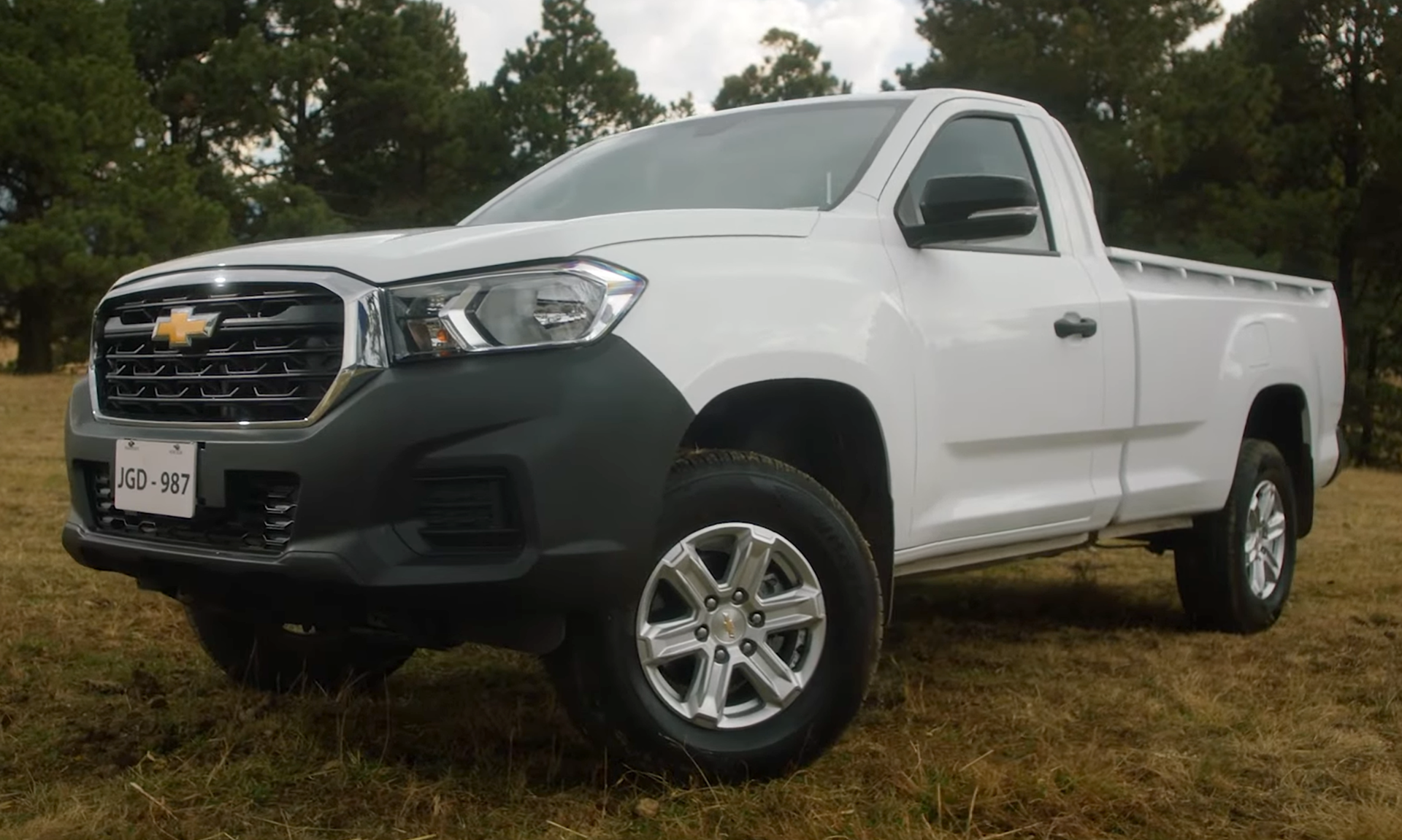
Chevrolet S10 Max Regular Cabin (Мексика)

## Технические характеристики
| Двигатели           | Двигатели                                                    | Двигатели    | Двигатели        | Двигатели                           | Двигатели                    | Двигатели    | Двигатели  |
| Модель              | Трансмиссия                                                  | Конфигурация | Объём            | Мощность                            | Крутящий момент              | ЭКО-стандарт | Топливо    |
| ------------------- | ------------------------------------------------------------ | ------------ | ---------------- | ----------------------------------- | ---------------------------- | ------------ | ---------- |
| SAIC-GM 20L4E TGI   | 6-скор. МКПП (Hyundai DYMOS) 6-скор. АКПП (Punch Powertrain) | I4           | 2,0 л (1995 см3) | 160 кВт (215 л. с.) при 5300 об/мин | 350 Н⋅м при 2000—4000 об/мин | Euro 6       | Бензиновое |
| SAIC-GM 20L4E TGI   | 6-скор. МКПП (Hyundai DYMOS) 6-скор. АКПП (Punch Powertrain) | I4           | 2,0 л (1995 см3) | 165 кВт (221 л. с.) при 5000 об/мин | 360 Н⋅м при 2500—3500 об/мин | Euro 5       | Бензиновое |
| SDEC SC20M 163 Q6A  | 6-скор. МКПП (Hyundai DYMOS) 6-скор. АКПП (Punch Powertrain) | I4           | 2,0 л (1996 см3) | 120 кВт (161 л. с.) при 4000 об/мин | 375 Н⋅м при 1500—2400 об/мин | Euro 6b      | Дизельное  |
| Mitsubishi 4G69 S4N | 5-скор. МКПП (Aisin)                                         | I4           | 2,4 л (2378 см3) | 100 кВт (134 л. с.) при 5750 об/мин | 200 Н⋅м при 2500—3000 об/мин | Euro 5       | Бензиновое |
| Mitsubishi 4G69 S4N | 5-скор. МКПП (Aisin)                                         | I4           | 2,4 л (2378 см3) | 104 кВт (139 л. с.) при 5750 об/мин | 200 Н⋅м при 3500 об/мин      | Euro 4       | Бензиновое |
| SDEC SC28R 150 Q5   | 6-скор. МКПП (Hyundai DYMOS) 6-скор. АКПП (Punch Powertrain) | I4           | 2,8 л (2776 см3) | 110 кВт (148 л. с.) при 3400 об/мин | 360 Н⋅м при 1600—2800 об/мин | Euro 5       | Дизельное  |
| SDEC SC28R 136.2 Q4 | 6-скор. МКПП (Hyundai DYMOS) 6-скор. АКПП (Punch Powertrain) | I4           | 2,8 л (2776 см3) | 100 кВт (134 л. с.) при 3200 об/мин | 350 Н⋅м при 1800—2500 об/мин | Euro 4       | Дизельное  |

## Продажи
| Год  | Австралия | Чили  | Таиланд |
| ---- | --------- | ----- | ------- |
| 2017 |           | 641   |         |
| 2018 | 3,210     | 2,334 |         |
| 2019 | 3,529     | 2,775 | 482     |
| 2020 |           | 2,742 | 5,387   |
| 2021 |           | 7,688 | 5,333   |
| 2022 |           |       | 2,562   |